# 藤井猛
藤井 猛（日语：／ Fujii Takeshi，1970年9月29日—）是將棋棋士。西村一義九段門下。棋士番号198。群馬県沼田市出身。任日本將棋聯盟非常勤理事 （2012年6月 - 2014年6月）。

## 戰績
學會將棋規則是在小學4年級的時候，據本人，卻很晚（直到 小6 - 國1）的時候才體會到將棋的有趣。曾一度在獎勵會考試落榜，後來由研修會編入，1986年進入獎勵會，入會後花了5年1991年才昇上四段（編入職業）。雖然身為「羽生世代」的一員，有別於羽生善治、佐藤康光、森内俊之、郷田真隆、村山聖等早熟的棋士們，和丸山忠久一樣都屬大鳥慢飛的類型。
1995年12月22日，第54期B級2組順位戰對井上慶太戰中，第一次披露了對居飛車穴熊的「藤井系統」，僅用了47手便讓井上投了。
1996年度的第27回新人王戰優勝，隔年第28回（1997年度）蟬聯，另外又在竜王在位時的第30回（1999年度）再度優勝。此外，又在1997年第16回早指し新鋭戦中獲得優勝，留下了年輕棋士棋戰4次優勝的戰績。1996年度，在屬全棋士參加類型的大型棋戰—全日本職業棋士錦標賽中入了然而決戰的五番勝負之後以直落三敗給に0-屋敷伸之有獲得優勝。
1998年度，第11期竜王戦中獲得第4組優勝（決勝的對手是深浦康市）。在本戰（決勝錦標賽）中勝過鈴木大介（第3組第2名）、南芳一（第1組優勝）、屋敷伸之（第1組第3名），爾後，更是在挑戰者決定戰三番勝負中，於1敗後連勝羽生善治（第1組第2名）2場，第一次挑戰頭銜。在與谷川浩司竜王的七番勝負中使用井シ系統，直落四打敗竜王、第一次獲得頭銜（1998年11月18日）。「将棋世界」雜誌的封面印了這樣的一段文字:「藤井シ系統，席捲將棋界」。另外，在這年度以43勝的成績躍升全棋士勝場數的第一名。
在第一次的防衛戰—第12期（1999年度）竜王戰中，迎向同為振飛車黨的鈴木大介的挑戰。鈴木在獲得挑戰權時的採訪中，發下了「全部對局都要用振飛車戰鬥」的「全・振飛車宣言」。在七番勝負中藤井封印了得意的振飛車，全部對局都用居飛車迎戰，最後竟以-1で防衛成功。此外，同年度（1999）由全棋士參加的指し将棋選手権戰中，也得到了、第一次優勝的成績（決勝對手是谷川）。
2000年度，第48期王座戰中挑戰羽生（第一次挑戰竜王戰以外的頭銜）。與王座戰的五番勝負日程表交疊，在13期竜王戦七番勝負中向羽生的挑戰，成為了「十二番勝負」。雖然在王座戰中以2-3落敗，卻留下了「不論贏了還是輸了都要讓比賽下滿12局」的宣言，在龍王戰中以滿局數4-3擊退羽生，達成了龍王戰史上第一次的3連霸（後來由渡辺明打破紀錄）。
第59期（2000年度）B級1組順位戰的最後2局中，相較與藤井爭奪昇級的郷田真隆的2連敗，藤井獲得2連勝，逆轉第一次昇上A級。接續了前年B級1組昇級，2年連昇2級。
2002年（第23回）和2005年（第26回）的JT日本將棋系列優勝。2005優勝後的採訪中（囲碁・将棋journal）說道:「已經好久沒有接受這種採訪了，之後我也會努力讓自己可以接受更多這種採訪的」。
2006年，在第24回朝日オープン将棋選手権中挑戰羽生，以1-3敗北。
在這期間，也有進入了第52期（2002年度）、第56期（2006年度）、第57期（2007年度）的王將戰循環賽。
2010年度，第58期王座戦挑戦者決定戰中擊敗深浦康市，向羽生挑戰時吃了直落三落敗，讓羽生又更新了王座連霸紀錄和王座戰連續無敗防衛紀錄。同年度獲得了第23期竜王戰的第2組優勝，再度回歸第1組。另一方面，卻在11年3月2日、第9期（2010年度）A級順位戦戰終戦戰中敗給高橋道雄留下了勝3勝6敗的紀錄，從死守了10年的A級の寶座上陷落。而其中的第7回（對森內俊之）戰中雖然落敗，卻獲得了將棋大賞中的「名局賞特別賞」
2011年度第52期王位戰進入循環賽，雖然以4勝1敗獲得紅組優勝，卻在挑戰者決定戰（2011年6月13日）敗給白組優勝的羽生。在這場對局的9日前作為解說員出演「囲碁．将棋forecast」，在節目中曾苦笑地說到「討厭的對手（羽生）又出現了」，讓主持人和助手都笑了出來。第70期順位戰B級1組中勝9敗と，降級至B級第2組。
2012年度第53期王位戦循環賽中獲得組優勝(4-1)，在挑戰者決定戰中（2012年5月30日）與紅組優勝的渡辺明大戰了166手後勝利，在挑戰羽生時以1-4で敗落敗。然而，在那之後的第71期順位戰中也維持了良好狀態擊敗了年輕棋士豊島将之（雖然豊島也以9勝1敗的成績昇級了，但藤井猛是唯一讓他留下一敗的那個對手），不到最終戰便已昇回B1級，只用了1期便以9勝1敗第一名通過成為第72期順位戰B1的第12順位。

## 棋風
- 序盤非常具有特色，以獨創的將棋聞名。
- 在終盤時大膽地捨棄大子，因為露骨地緊咬對手王將不放的棋風而被稱為「嘎機嘎機流」。
- 因為和同為羽生世代中的丸山忠久一樣遲遲才進入獎勵會，為了追趕同世代的人們而針對振飛車（特別是四間飛車）訓練，因而學習範圍較為狹小。
  - 也不是完全不學居飛車，在決定是否可以昇上四段的三段時期也有買棋書來短時間學習，那時學到的知識、感覺也影響了後來十分革新的四間飛車戰法—藤井系統。省略圍玉從序盤開始就鋪陳充滿攻擊性的佈陣，對居飛車穴熊和左美濃以不同以往的方向（縱向而非橫向）去攻略。充滿著居飛車味道，不單單引起了將棋界振飛車戰法的革命，更是大大的影響了將棋序盤的戰略。有著如此評價，因而獲1996年度將棋大賞的升田幸三賞。
  - 因為是振飛車（特別是四間飛車）的使用者，以鰻魚店來比喻自己。對於藤井系統出現後振飛車復活的現象曾經說過這樣的話:「最近好像連居飛車黨的人也開始下四間飛車了呢，對戰法沒有特別喜好甚麼的對我來講真是不可思議的一件事情。不過感覺四間飛車黨最近好像突然變得還不錯呦(笑)。我這裡可是只賣鰻魚的鰻魚店，最近可是不會輸給超市的鰻魚喔!」[4]
- 2007年2月5日與北浜健介的對局中突然下了「問候中飛車」震撼了年輕的棋士們。本人在勝又清和的採訪中說道：「已經不能只靠賣鰻魚生活了，從現在開始要朝向多角化經營。[5]と之後也正如他所述，在隔年2008年開始也常常在研修會和公式戰中下矢倉。更在之後，将棋世界2009年9月號中講道：「我已經讓藤井系統引退了」，發表了放棄藤井系統的言論。然而同時，他也發表了「先手藤井系統仍然很優秀的活著喔」這樣藤井系統還沒結束的見解。
- 2008年中期開始下居飛車的矢倉，讓周圍的人都為之驚訝。
  - 本人發表了這樣的言論：「我是開鰻魚店的，好不容易才剛在居飛車蓋滿超高級五星級餐廳的銀座大道上開了店。有關鰻魚的事情我會講，但有關飛車屋的事情我一口也不提[6]
  - 此外，在将棋世界2008年12月號中回答到：「差不多是時候多下一點其他戰法了，從相振飛車的經驗中最容易產生的戰型便是矢倉了。」[7]。
  - 與從來的矢倉不同，組合了脇系統和片矢倉(天野矢倉)自創了自己獨特的陣型（被稱為藤井流早圍[8]），這種以先行攻擊為目標積極的下法在同年也被森内俊之和佐藤康光在對局中採用，不久也影響了其他的有力棋士。2009年3月在「囲碁・将棋journal」出演時講道「今年因為有了新的事情可以挑戰因此事十分滿足的一年」。
- 2009年的時候開始常常使用各種型態的角交換四間飛車，在不斷的嘗試與錯誤中建立起了這個戰法，成為了藤井在2011年・2012年的王位戰中活躍的原動力。因為井が以此留下許多不錯的成績，連羽生等其他的棋士也越來越多人開始採用角換四間飛車をこ由於這個功績，藤井也再度獲得012年度将將棋大賞的升田幸三賞（睽違16年後第二次獲獎）。

## 人物
- 名字的「猛」是由原拳擊世界冠軍藤猛而來。
- 喜歡的食物是烏龍麵。討厭的食物是納豆和鹹梅干。
- 不擅長畫畫，曾因此在某次主題為畫旁邊同學的國中美術課上弄哭了被畫的女同學。
- 曾公開發言對筋違角戰法有9成勝率[9]。
- 1998年龍王戰挑戰谷川是在擔任NHK將棋講座講師講授藤井系統不久後的事。在節目中，藤井受到擔任助手的高橋和的聲援，更在出演「囲碁・将棋journal」之際收到了與藤井同門（西村門下）擔任主持人的山田久美的贈禮— 一個畫有螃蟹的扇子（谷川不喜歡吃螃蟹）。
- 第21期竜王戰中曾有「絕品起司漢堡[10]」和「河童壽司」等發言而成為話題。
- 2012年6月8日就任日本將棋聯盟非常勤理事。

## 昇段履歴
昇段規定請參照将棋段級 。然而，請注意此處七段 - 九段的昇段是根據竜王戰舊有的昇段規定。
- 1986年 6級（獎勵會入會）
- 1988年10月 初段
- 1991年4月1日 四段 ＝ 成為職業棋士
- 1994年4月1日 五段（順位戰C級1組昇級）
- 1995年4月1日 六段（順位戰B級2組昇級）
- 1998年10月1日 七段（挑戰竜王）
- 1999年10月1日 八段（於前年獲得竜王位）
- 2000年10月1日 九段（於前年獲得第2期的竜王位）

## 主要成績

### 獲得頭銜
- 竜王 3期（1998年 - 2000年  =  第11期 - 第13期）

頭銜戰登場次數7、獲得3

### 一般棋戰優勝
- 早指し将棋選手権戰 1回（1999年度=第33回）
- 早指し新鋭戦 1回（1997年=第16回）
- JT将棋日本シリーズ 2回（2002年=第23回・2005年）
- 新人王戦 3回（1996年=第27回 - 1997年・1999年）

合計7回

### 在籍級別
竜王戰與順位戰的級別請參照将棋棋士的在籍級別 。

### 將棋大賞
- 第24回（1996年度） 升田幸三賞（藤井系統）
- 第26回（1998年度） 最多対局賞・最多勝利賞・技能賞
- 第27回（1999年度） 殊勲賞
- 第28回（2000年度） 技能賞
- 第38回（2010年度） 名局賞特別賞（第69期A級順位戰第7回戰）…與對局對手森內俊之一同獲獎
- 第40回（2012年度） 升田幸三賞（角交換四間飛車）

### 其他
- 2016年1月27日通算600勝（將棋榮譽賞）達成（朝日杯将棋公開賽、vs糸谷哲郎）[12]

## 著書
- 藤井システム(1997年6月、毎日コミュニケーションズ、ISBN 4-89563-683-6)
- 居飛車穴熊撃破 必殺藤井システム(1997年9月、日本將棋聯盟、ISBN 4-8197-0335-8)
- 最強藤井システム(1999年7月、日本将棋聯盟、ISBN 4-8197-0208-4)
- 四間飛車を指しこなす本(全3巻、河出書房新社、ISBN 4-309-72186-9ほか)
- 藤井システム(MYCOM将棋文庫)(2002年11月、毎日コミュニケーションズ、ISBN 4-8399-0881-8)
- 振り飛車党宣言1(共著、2003年7月、毎日コミュニケーションズ、ISBN 4-8399-1152-5)
- 振り飛車党宣言3(共著、2003年9月、毎日コミュニケーションズ、ISBN 4-8399-1237-8)
- 四間飛車の急所(全4巻、浅川書房、ISBN 4-86137-001-9ほか)
- 現代に生きる大山振り飛車(鈴木宏彦共著、2006年12月、日本将棋聯盟、ISBN 4-8197-0232-7)
- 相振り飛車を指しこなす本(全4巻、浅川書房、ISBN 978-4-86137-017-5ほか)

## 註腳
1. ↑  2008年名人戰作為第1局解説者在電視上提到。
2. ↑  當時鈴木在相振飛車中有極高勝率一事也是封印了振飛車的理由之一 —藤井在當時雜誌的採訪中曾這樣提到。
3. ↑  因為那時在休息室中穿著的華麗衣服而成為話題。
4. ↑  .   [2016-06-17]. （原始内容存档于2020-12-29）.
5. ↑  将棋世界2007年6月号付録「新手・ポカ・妙手選」まえがきより
6. ↑  .   [2016-06-17]. （原始内容存档于2017-12-19）.
7. ↑  原本藤井在剛成為職業棋士的時候也稍微會下矢倉，然而因為在別冊宝島440「しょこれも一局読本」うぎ中曾：「比起居飛車，振飛車有趣多了。如果當初被說要下矢倉的話，可能就不會下將棋了吧。」因此，這個轉向才讓周圍格外感到震驚。
8. ↑  佐藤康光著『佐藤康光の矢倉』日本將棋聯盟2011年、木村一基著『木村の矢倉（急戦・森下システム）』マイナビ2012年による
9. ↑  将棋世界2006年10月號・鈴木宏彦「イメージと読みの将棋観」 主題3「いきなり筋違い角で勝てるか？」。（正確には『先手（筋違い角側）勝率1割でしょう』と発言。）
10. ↑  原文：「這個 △6九銀 是絕品起司漢堡。以下▲7九金 則 △5八銀打（第21期竜王戰七番勝負第二局）
11. ↑  2006年以後才適用新的規定，而藤井昇七段是在1998年9月14日（獲得挑戰權）、昇八段是在1998年11月19日（獲得竜王1期）、昇九段是在1999年11月26日（獲得竜王2期）。
12. ↑  .   [2016-06-17]. （原始内容存档于2016-09-07）.

## 関連項目
- 藤井系統
- 角交換四間飛車
- 羽生世代
- 將棋棋士一覧
- 棋戰 (將棋)
- 將棋頭銜在位者一覽
- 棋風

## 外部連結
- 個人資料 （页面存档备份，存于）
- 公認応援サイト「鰻屋本舗」 （页面存档备份，存于）